# پیشنوگرایف
پیشنوگرایف (انگلیسی: Pyshnograyev) یک شهرک در بخش آلکسیفسکی استان بلگورود کشور روسیه است.